# Роберто Лопес (футболіст, 1992)
Роберто Лопес (англ. Roberto Lopes / порт. Roberto Lopes; нар. 17 червня 1992, Крамлін, Дублін, Ірландія) — ірландський та кабовердійський футболіст, захисник ірландського клубу «Шемрок Роверс». Народився в Ірландії, але на міжнародному рівні представляє національну збірну Кабо-Верде.

## Клубна кар'єра
Професіональну кар'єру розпочав у складі «Богеміан». У сезоні 2011 року дебютував у першій команді, за яку провів 3 поєдинки. У 2013 році зарекомендував себе як стабільний гравець центру захисту, а в 2015 році став капітаном команди. Протягом 7 років, проведених у команді, зіграв загалом 176 матчів, у тому числі — 140 у чемпіонаті (також відзначився 6-ма голами). У листопаді 2015 року залишив «Богеміан» та перейшов до його принципового суперника, «Шемрок Роверс».
У 2019 році вийшов у стартовому складі «Шемрок» у фіналі Кубку Ірландії, в якому «Роверс» переміг в серії післяматчевих пенальті «Дандолк» на пенальті, вперше вигравши кубок з 1987 року (рекордна 25-та перемога в турнірі). У 2020 році був одним з ключових гравців команди «Шемрок Роверс», який виграв рекордний 18-й раз титул переможця Ліги Ірландії.

## Кар'єра в збірній
Народився в Ірландії, але батько — кабовердійського походження. Під час виступів за «Богеміан» викликався до юнацьких збірних Ірландії, зокрема провів 1 матч у складі юнацької збірної Ірландії (U-19). У футболці збірної Кабо-Верде дебютував 2019 року в переможному (2:1) товариському матчі проти Того.

## Статистика виступів

### Клубна
Станом на 19 липня 2021
| Клуб              | Сезон                      | Ліга                           | Ліга  | Ліга | Національний кубок | Національний кубок | Кубок Ліги | Кубок Ліги | Єврокубки | Єврокубки | Інші  | Інші | Загалом | Загалом |
| Клуб              | Сезон                      | Дивізіон                       | Матчі | Голи | Матчі              | Голи               | Матчі      | Голи       | Матчі     | Голи      | Матчі | Голи | Матчі   | Голи    |
| ----------------- | -------------------------- | ------------------------------ | ----- | ---- | ------------------ | ------------------ | ---------- | ---------- | --------- | --------- | ----- | ---- | ------- | ------- |
| «Богеміан»        | 2010                       | Прем'єр-дивізіон Ліги Ірландії | 0     | 0    | 1                  | 0                  | 0          | 0          | 0         | 0         | 0     | 0    | 1       | 0       |
| «Богеміан»        | 2011                       | Прем'єр-дивізіон Ліги Ірландії | 3     | 0    | 0                  | 0                  | 1          | 0          | 0         | 0         | 4     | 0    | 8       | 0       |
| «Богеміан»        | 2012                       | Прем'єр-дивізіон Ліги Ірландії | 15    | 0    | 3                  | 1                  | 0          | 0          | 0         | 0         | 3     | 0    | 21      | 1       |
| «Богеміан»        | 2013                       | Прем'єр-дивізіон Ліги Ірландії | 30    | 1    | 1                  | 0                  | 3          | 0          | —         | —         | 0     | 0    | 34      | 1       |
| «Богеміан»        | 2014                       | Прем'єр-дивізіон Ліги Ірландії | 30    | 0    | 3                  | 0                  | 3          | 0          | —         | —         | 1     | 0    | 37      | 0       |
| «Богеміан»        | 2015                       | Прем'єр-дивізіон Ліги Ірландії | 31    | 0    | 2                  | 0                  | 2          | 0          | —         | —         | 2     | 0    | 37      | 0       |
| «Богеміан»        | 2016                       | Прем'єр-дивізіон Ліги Ірландії | 31    | 2    | 2                  | 0                  | 2          | 0          | —         | —         | 3     | 2    | 38      | 4       |
| «Богеміан»        | Загалом за «Богеміан»      | Загалом за «Богеміан»          | 140   | 3    | 12                 | 1                  | 11         | 0          | 0         | 0         | 13    | 2    | 176     | 6       |
| «Шемрок Роверс»   | 2017                       | Прем'єр-дивізіон Ліги Ірландії | 24    | 2    | 4                  | 0                  | 3          | 0          | 4         | 0         | 0     | 0    | 35      | 2       |
| «Шемрок Роверс»   | 2018                       | Прем'єр-дивізіон Ліги Ірландії | 28    | 4    | 1                  | 0                  | 0          | 0          | 2         | 0         | 0     | 0    | 31      | 4       |
| «Шемрок Роверс»   | 2019                       | Прем'єр-дивізіон Ліги Ірландії | 35    | 3    | 5                  | 0                  | 1          | 0          | 4         | 2         | 0     | 0    | 45      | 5       |
| «Шемрок Роверс»   | 2020                       | Прем'єр-дивізіон Ліги Ірландії | 15    | 3    | 3                  | 1                  | —          | —          | 2         | 1         | —     | —    | 21      | 5       |
| «Шемрок Роверс»   | 2021                       | Прем'єр-дивізіон Ліги Ірландії | 15    | 0    | 0                  | 0                  | —          | —          | 2         | 0         | 1     | 0    | 18      | 0       |
| «Шемрок Роверс»   | Загалом за «Шемрок Роверс» | Загалом за «Шемрок Роверс»     | 119   | 12   | 13                 | 1                  | 4          | 0          | 14        | 3         | 1     | 0    | 150     | 16      |
| Усього за кар'єру | Усього за кар'єру          | Усього за кар'єру              | 257   | 15   | 25                 | 2                  | 15         | 0          | 14        | 3         | 14    | 2    | 326     | 22      |

Примітки
1. ↑  3 матчі в Leinster Senior Cup, 1 поєдинок у Setanta Sports Cup
2. ↑  Матчі в Setanta Sports Cup
3. 1 2 3  Матчі в Leinster Senior Cup
4. 1 2 3 4  Матчі в Лізі Європи УЄФА
5. ↑  Матчі в Лізі чемпіонів УЄФА
6. ↑  Матчі в Кубку Президента

### У збірній
Станом на matches played 26 March 2021.
| Національна збірна | Рік     | Матчі | Голи |
| ------------------ | ------- | ----- | ---- |
| Кабо-Верде         | 2019    | 1     | 0    |
| Кабо-Верде         | 2020    | 0     | 0    |
| Кабо-Верде         | 2021    | 1     | 0    |
| Загалом            | Загалом | 2     | 0    |

## Досягнення
«Богеміан»
- Leinster Senior Cup
  -  Володар (1): 2016

«Шемрок Роверс»
- Прем'єр-дивізіон Ліги Ірландії
  -  Чемпіон (4): 2020, 2021, 2022, 2023

- Кубок Ірландії
  -  Володар (1): 2019

- Кубок Президента Ірландії
  -  Володар (2): 2022, 2024